# Asafsnede

Asafsnede van een rechte lijn met waarde b in punt (0,b)

De asafsnede, {\displaystyle y}-asafsnede of intercept van een grafiek, meestal van een functie, is de {\displaystyle y}-coördinaat van het snijpunt met de {\displaystyle y}-as. Omdat {\displaystyle x=0} de vergelijking van de {\displaystyle y}-as is, kan dit snijpunt gevonden worden door in het functievoorschrift of de vergelijking {\displaystyle x=0} te substitueren.
Voor de rechte lijn, gegeven door de vergelijking {\displaystyle y=ax+b}, is {\displaystyle b} de asafsnede.

## x-as
Analoog zou men in sommige gevallen kunnen spreken van een {\displaystyle x}-asafsnede, wat neerkomt op een nulpunt. Deze is echter in het algemeen niet uniek bepaald, omdat een functie veelal meer dan één nulpunt heeft.